# Миря, Флоринел
Флоринел Кристи Миря (рум. Florinel Cristi Mirea; 13 июля 1974, Крайова, Румыния) — румынский футболист.

## Клубная карьера
Начинал карьеру в клубе высшей лиги «Электропутере» из Крайовы. Далее играл в «Минеруле» из города Мотру (вторая лига), после чего вернулся в «Электропутере», который именовался «Экстенсивом», вышел с ним опять в высшую лигу. 13 июля 2000 года перебрался в российскую «Аланию». 29 июля того же года в домашнем матче 19-го тура чемпионата России против нижегородского «Локомотива» дебютировал за команду, отыграл 1-й тайм и был заменён Аланом Кусовым. В 2002 году перешёл в крайовскую «Университатю». Далее играл за украинскую «Сталь». Летом 2006 году покинул Алчевск и вскоре завершил профессиональную карьеру.